# Aasivissuit - Nipisat, terreno di caccia inuit tra ghiaccio e mare
Aasivissuit – Nipisat, terreno di caccia inuit tra ghiaccio e mare è un sito Patrimonio dell'umanità dell'UNESCO della Danimarca situato sull'isola di Groenlandia e inserito nel 2018. Si tratta di un territorio che si sviluppa dall'isola di Nipisat sulla costa centrale occidentale della Groenlandia a Aasivissuit ai margini della zona glaciale nel nord-est dell'isola, in sette diversi siti individuati nella zona.

## Storia
La zona è la testimonianza di un paesaggio culturale che ha consentito di scoprire la diverse attività, dalla caccia di animali terrestri e marini alle migrazioni stagionali attraverso un patrimonio culturale tangibile ricco e ben conservato per via del clima artico. Tra il materiale repertato figurano abitazioni invernali oltre ad altri piccoli oggetti della vita di tutti i giorni relativi alle attività domestiche, della caccia e della pesca, uniche risorse alimentari a quel tempo.
Ritrovamenti diffusi, nell'ultimo quarantennio, hanno consentito di scoprire una storia antica di oltre 4200 anni in Groenlandia. I reperti raccolti, a seguito di importanti campagne di scavo, hanno portato a scoprire tre diverse culture preistoriche insedite nell'isola di Nipist e sulla piattaforma subcontinentale della Groenlandia fino ai ghiacci polari.
La cultura Saqqaq è la più antica, risale a circa il 2500 a.C. ed era situata sull'isola di Nipisat dove sono state trovate tracce che risalgono fino al 700 a.C. data stimata della sua estinzione. Dall'800 a.C. sono stati trovati segni della cultura Dorset che si estinse con l'inizio dell'era volgare. Intorno al XIII secolo visse la cultura di Thule inuit e poi dal XVIII secolo sono state trovate tracce di colonizzatori europei.
Il sito ha rivelato delle importanti testimonianze della vita in questi luoghi sin dai tempi della preistoria. I reperti trovati hanno consentito di apprendere il lavoro di pescatori e cacciatori nelle diverse epoche in cui vissero. Si è scoperto che praticavano la caccia al caribù e ad altre specie animali più piccole con utensili in selce, soprattutto ai tempi della cultura Saqqaq. Altri oggetti trovati risalgono alla cultura pre-Dorset e fanno parte della tradizione artica di piccoli utensili.
Gli scavi hanno consentito anche la scoperta di resti di abitazioni primitive relative a diversi periodi, dai più remoti a quelli più recenti degli inizi della colonizzazione danese e olandese nel XVII secolo.
Nella sola isola di Nipisat, durante il periodo di scavi di cinque anni, 1989-1994, sono stati recuperati oltre 70 000 frammenti ossei e circa 1 000 artefatti, compresi 314 strumenti vari. Il materiale è ben conservato in quanto protetto da strati di conchiglie che lo hanno preservato dalle ingiurie del tempo. 